# Elaphidion bahamicae
Elaphidion bahamicae là một loài bọ cánh cứng trong họ Cerambycidae.